# Piotr Alejnikow
Piotr Martynowicz Alejnikow (ros. Пётр Мартынович Алейников, ur. 12 lipca 1914 we wsi Krywiel w guberni mohylewskiej, zm. 9 czerwca 1965 w Moskwie) – radziecki aktor filmowy białoruskiego pochodzenia. Pochowany na Cmentarzu Nowodziewiczym w Moskwie.

## Wybrana filmografia

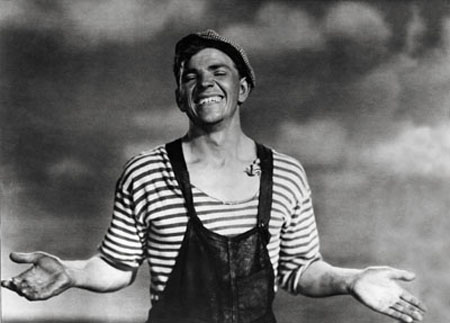
Piotr Alejnikow jako Sawka w filmie Górą dziewczęta, 1939.

- 1932: Turbina 50 000 (Встречный), reż. Fridrich Ermler, Siergiej Jutkiewicz
- 1934: Czy cię kocham (Люблю ли тебя?), reż. Siergiej Gierasimow
- 1935: Chłopi (Крестьяне), reż. Fridrich Ermler
- 1935: Przyjaciółki (Подруги), reż. Leo Arnsztam
- 1936: Siedmiu śmiałych (Семеро смелых), reż. Siergiej Gierasimow
- 1938: Miasto młodzieży (Комсомольск), reż. Siergiej Gierasimow
- 1938: Człowiek z karabinem (Человек с ружьём), reż. Siergiej Jutkiewicz
- 1939: Górą dziewczęta (Трактористы), reż. Iwan Pyrjew
- 1939: Wielkie życie (Большая жизнь), reż. Leonid Łukow
- 1941: Konik Garbusek (Конёк-Горбунок), reż. Aleksandr Rou
- 1943: W imię Ojczyzny (Во имя Родины, reż. Wsiewołod Pudowkin, Dmitrij Wasiliew
- 1944: Wielka ziemia (Большая земля), reż. Siergiej Gierasimow
- 1944: Niebo Moskwy (Небо Москвы), reż. Julij Rajzman, Aleksandr Ptuszko
- 1946: Wielkie życie. Część II. (Большая жизнь. 2 серия), reż. Leonid Łukow
- 1946: Glinka (Глинка), reż. Leo Arnsztam
- 1961: Dni powszednie i święta (Будни и праздники ), reż. Władimir Szredel